# 文雋
文雋（英語：Manfred Wong，1957年6月5日—），原名王文俊，是香港資深電影人，從事電影導演、電影監製、演員、電影及電視編劇等。曾效力嘉禾、德寶、邵氏、新藝城、藝能及永盛等电影公司，近年以監制、編劇及經理人工作為主。

## 背景

### 早年生活
文雋1957年出生於香港，有3弟1妹，幼時居於香港島西環觀龍樓山後的木屋區。他自小喜歡閱讀《世界名人故事》一類讀物，9歲時獲當時小學上午校校長唐玉麟推薦與香港電台編導鄧惠嫻見面，在當時位於中環水星大廈的香港電台總部演出兒童廣播劇，14歲時開始投稿至由樂仕主理的《年青人周報》，結果得到賞識擔任影視專欄主筆，兼任校對員，以賺取零用錢。
他畢業於聖公會聖彼得小學（1970年小六上午校）及聖保羅男女中學（1976年中六），當年他於1976年在聖保羅男女中學完成中六預科課程，因數理科成績未足以讓他報讀香港中文大學或香港大學，於是選讀浸會學院傳理系。在校期間認識了張堅庭和鄭丹瑞等人，其中梁建璋知道麗的電視招聘編劇，便介紹文雋與區瑞強創作綜藝短劇。

### 事業發展
及後，文雋於1976年至1981年在香港麗的電視任職編劇為多部電視劇編寫劇本。本來只屬兼職創作人的他讀了大專兩個學年，未幾考慮到前途問題，最終決定在不正式通知校方的情況下自行放棄學位，且接受梁立人的邀請，正式加入麗的電視創作組。其成為編劇的興趣始於小時候時常閱讀廣播劇劇本，由此被耳濡目染。他在麗的電視工作的數年間，負責撰寫處境喜劇劇本，直至1979年開始為電影創作劇本，首份作品是《喝采》。適逢電視台出現人事變動，以致麥當雄自立門戶，成立自家製作公司。文雋得麥氏賞識，連同黎大煒及張家振一同籌備電影《靚妹仔》。1985年被麥氏提拔，執導首齣電影《反鬥妹》。雖然轉投電影界發展事業，文雋從未間斷為《年青人周報》執筆。同期也獲《明報》的編輯潘粵生青睞，為副刊創作中篇小說。而《東方日報》的總編輯周石都向文雋提出撰稿邀約。後期則獲查小欣邀請為《香港周刊》撰寫「想入非非」。
在1980年代末，文雋任職嘉禾電影公司創作部，為蔡瀾之下屬。1987年至1988年因玉郎國際集團接收德寶電影公司的德寶院線，加上需要人才主管宣傳部，如是由曾志偉及陳可辛牽頭，找來文雋出任該宣傳部總監一職，為時兩年。及至1991年6月，文雋應藝能娛樂創辦人張國忠邀請首次往中國北京以協拍形式（協助拍攝但不能在中國內地發行）執導《告別紫禁城》。1994年通過姜文接觸姜文的女朋友劉曉慶，繼而獲劉氏誠邀監製由姜文執導之電影《陽光燦爛的日子》。同年文雋返回香港，由卡龍介紹，夥拍林紀陶、黃毓民、李敏等人主持香港商業電台節目「成人知己」兩年。1996年與王晶、劉偉強合組「最佳拍擋」電影公司，该公司攝製了超過三十部電影，包括《風雲》（1998）、《古惑仔電影系列》。2001年由文雋監製之《我的兄弟姊妹》除打破全中國國產電影票房紀錄外，更奪取超過十個影展的電影獎項。他後來於2002年成為全香港首位開拓網上劇集市場的製作人，製作包括《百分百感覺》、《男女字典》及《女生宿舍之探偵學院》，近年在中國監製一批新導演作品。
文雋一直热衷于行政事務，現職為「香港電影編劇家協會」及「香港電影導演會」副會長，「香港電影評論學會」董事，曾任「香港電影金像獎協會」主席四年（2004-2007），現為電影發展局顧問成員之一，2007年11月並在香港創辦了《香港電影》雜誌。在擔任「香港電影金像獎協會」主席期間，被指縱容無綫電視於播放《香港電影金像獎頒獎典禮》中封殺其他電視台藝員。文雋既是電影事業家，又是少有的多棲影人，現代表香港電影編劇家協會任香港電影金像獎董事局董事。另外，文雋在1990年代曾經營出版社「創建文庫」；建立自家出版公司的原因出於他發覺為他出版書籍的出版商、由陳慶嘉主理的「友禾出版社」，沒有考慮前來出版書籍的作者的文筆及身份如何，傾向有出版需求便去做事。隨著文雋經常到內地公幹，他最後結束營運「創建文庫」。
從2022年4月起，文雋多花時間在YouTube開設與電影及廣播界有關的頻道。

## 個人生活
文雋已婚，育有2女1子。

## 電影作品
| 上映日期   | 片名                            | 職務           | 備注                                   |
| ---------- | ------------------------------- | -------------- | -------------------------------------- |
| 1980年     | 《喝采》                        | 編劇           |                                        |
| 1982年     | 《靚妹仔》                      | 編劇           | 客串角色「浸會傳理系學生」             |
| 1982年     | 《俏皮女學生》                  | 編劇           |                                        |
| 1982年     | 《拖手仔》                      | 編劇           |                                        |
| 1982年     | 《生死決》                      | 編劇           |                                        |
| 1982年     | 《如來神掌》                    | 編劇           |                                        |
| 1983年     | 《星際鈍胎》                    | 編劇           |                                        |
| 1984年     | 《停不了的愛》                  | 編劇           |                                        |
| 1984年     | 《霹靂雷電》                    | 編劇           |                                        |
| 1985年     | 《反鬥妹》                      | 導演／編劇     |                                        |
| 1985年     | 《錯體人》                      | 編劇           |                                        |
| 1985年     | 《花女情狂》                    | 編劇           |                                        |
| 1985年     | 《天使出更》                    | 編劇           |                                        |
| 1986年     | 《夢中人》                      | 編劇           |                                        |
| 1986年     | 《代客泊車》                    | 編劇           |                                        |
| 1986年     | 《殭屍家族》                    | 演員           |                                        |
| 1987年     | 《江湖情》                      | 編劇           |                                        |
| 1987年     | 《肝膽相照》                    | 編劇           |                                        |
| 1987年     | 《浮世風情繪》                  | 編劇           |                                        |
| 1987年     | 《不夜天》                      | 編劇           |                                        |
| 1987年     | 《英雄好漢》                    | 編劇           |                                        |
| 1987年     | 《火舞風雲》                    | 編劇           |                                        |
| 1987年     | 《中國最後一個太監》            | 演員           | 李公公/太監                            |
| 1988年     | 《富貴再逼人》                  | 演員           |                                        |
| 1988年     | 《黑心鬼》                      | 編劇           |                                        |
| 1988年     | 《三人世界》                    | 演員           |                                        |
| 1989年     | 《夜瘋狂》                      | 編劇 ／演員    |                                        |
| 1989年     | 《小男人周記》                  | 演員           |                                        |
| 1989年     | 《最佳男朋友》                  | 演員           |                                        |
| 1989年     | 《三人新世界》                  | 演員           |                                        |
| 1990年     | 《小男人週記 II 錯在新宿》      | 演員           |                                        |
| 1990年     | 《虎膽女兒紅》                  | 監製／編劇     |                                        |
| 1990年     | 《漫畫奇俠》                    | 導演／編劇     |                                        |
| 1992年     | 《女黑俠黃鶯》                  | 編劇           |                                        |
| 1992年     | 《三人造世界》                  | 演員           |                                        |
| 1992年     | 《告別紫禁城》                  | 導演／編劇     | 又名：中國最後一個太監第二章告別紫禁城 |
| 1993年     | 《大路》                        | 導演／編劇     | 又名：狹路英豪                         |
| 1994年     | 《弒兄奇案》                    | 監製／編劇     |                                        |
| 1994年     | 《逃出黑社會的日子》            | 編劇           |                                        |
| 1995年     | 《陽光燦爛的日子》              | 監制           | 又名：In the Heat of the Sun           |
| 1995年     | 《橫紋刀劈扭紋柴》              |                | 又名：天生一對                         |
| 1995年     | 《富貴人間》                    |                |                                        |
| 1995年     | 《追女仔95之綺夢》              | 演員           |                                        |
| 1995年     | 《女人四十》                    | 演員           |                                        |
| 1995年     | 《百變星君》                    | 演員           | 台譯:百變金剛                          |
| 1996年     | 《嫲嫲帆帆》                    | 演員           | 又名：鬼婆婆                           |
| 1996年     | 《大內密探零零發》              | 演員           | 陸小鳳                                 |
| 1996年     | 《怪談協會》                    | 監製           |                                        |
| 1996年     | 《古惑仔之人在江湖》            | 編劇           | 又名：英雄不敗                         |
| 1996年     | 《古惑仔2之猛龍過江》           | 監製／編劇     |                                        |
| 1996年     | 《古惑仔3之隻手遮天》           | 監製／編劇     |                                        |
| 1996年     | 《百分百感覺》                  | 監製／演員     |                                        |
| 1996年     | 《飛虎雄心2之傲氣比天高》       | 監製／編劇     |                                        |
| 1996年     | 《紅燈區》                      | 編劇           |                                        |
| 1996年     | 《人細鬼大之三個Handsup的少年》 | 監製／編劇     |                                        |
| 1996年     | 《港督最後一個保鏢》            | 監製           |                                        |
| 1996年     | 《百分百啱feel》                | 監製           |                                        |
| 1997年     | 《愛上百分百英雄》              | 監製           |                                        |
| 1997年     | 《97古惑仔戰無不勝》            | 監製／編劇     |                                        |
| 1998年     | 《98古惑仔龍爭虎鬥》            | 監制／編劇     |                                        |
| 1998年     | 《新古惑仔之少年激鬥篇》        |                |                                        |
| 1998年     | 《古惑仔情義篇之洪興十三妹》    | 監制／編劇     |                                        |
| 1998年     | 《風雲之雄霸天下》              | 監制／編劇     |                                        |
| 1998年     | 《玉蒲團 III：官人我要》        |                |                                        |
| 1999年     | 《中華英雄》                    |                |                                        |
| 1999年     | 《烈火戰車2極速傳說》           |                |                                        |
| 2000年     | 《勝者為王》                    |                |                                        |
| 2000年     | 《友情歲月山雞故事》            |                |                                        |
| 2000年     | 《決戰紫禁之巔》                |                |                                        |
| 2000年     | 《Bad Boy特攻》                 |                |                                        |
| 2001年     | 《欲望之城》                    | 監製／編劇     |                                        |
| 2001年     | 《我的兄弟姐妹》                |                |                                        |
| 2001年     | 《百分百感覺2》                 |                |                                        |
| 2006年     | 《魔鬼天使》                    | 監製           |                                        |
| 2009年10月 | 《倔強的蘿蔔》                  | 監制           |                                        |
| 2010年6月  | 《人在囧途》                    | 編劇/監制      |                                        |
| 2010年11月 | 《李小龍》                      | 編劇/監制/導演 |                                        |
| 2014年     | 《京城81號》                    | 編劇/監制      |                                        |
| 2017年     | 《小男人週記3之吾家有喜》       | 演員           |                                        |

### 節目主持
| 年 份       | 節 目          | 機 構        |
| 1994-1996年 | 成人知己       | 香港商業電台 |
| 1995年      | 週末摔角大狂熱 | 亞洲電視     |

## 外部連結
- 文雋的新浪微博
- YouTube上的文雋 講呢啲 講嗰啲頻道
- 文雋在互联网电影资料库（IMDb）上的資料（英文）（英文）
- 在AllMovie上文雋的頁面（英文）
- 文雋在香港影庫上的簡介
- 文雋在豆瓣上的资料（简体中文）
- 文雋在时光网上的簡介（简体中文）
- 香港電影導演大全：文雋簡歷
- 晴報：2條半微博 - 文雋
- 香港電台第一台廣播節目「守下留情」文雋訪問（1），2022年5月16日
- 香港電台第一台廣播節目「守下留情」文雋訪問（2），2022年5月17日
- 香港電台第一台廣播節目「守下留情」文雋訪問（3），2022年5月18日
- 香港電台第一台廣播節目「守下留情」文雋訪問（4），2022年5月23日
- 香港電台第一台廣播節目「守下留情」文雋訪問（5），2022年5月24日
- 香港電台第一台廣播節目「守下留情」文雋訪問（6），2022年5月25日